# 110 Dywizja Pancerna (ZSRR)
110 Dywizja Pancerna – związek taktyczny wojsk pancernych Armii Czerwonej okresu II wojny światowej.

## Działania bojowe
Dywizja sformowana w Moskiewskim Okręgu Wojskowym w lipcu 1941 roku na bazie 51 Dywizji Pancernej z 23 Korpusu Zmechanizowanego.
Dywizja trafiła w ogień ciężkich walk pod Smoleńskiem w sierpniu 1941 roku uczestnicząc w próbie deblokady wojsk w kotle smoleńskim. Na bazie dywizji w dniu 1 września 1941 sformowano 141 Brygadę Pancerną i 142 Brygadę Pancerną.

## Podporządkowanie
| Data            | Front (Okręg)           | Armia    | Uwagi                                                 |
| --------------- | ----------------------- | -------- | ----------------------------------------------------- |
| 15 lipca 1941   | Front Armii Rezerwowych | 31 Armia |                                                       |
| 1 sierpnia 1941 | Front Rezerwowy         | 31 Armia |                                                       |
| 3 sierpnia 1941 |                         | 31 Armia | bezpośrednia podległość Ludowemu Komisariatowi Obrony |

## Skład
- 220 pułk czołgów
- 221 pułk czołgów
- 110 zmotoryzowany pułk strzelców
- 110 pułk artylerii
- 110 batalion rozpoznawczy
- 110 samodzielny dywizjon przeciwlotniczy
- 110 samodzielny batalion łączności
- 110 batalion transportowy
- 110 batalion remontowy
- 110 batalion pontonowo-mostowy
- 110 batalion medyczno-sanitarny
- 110 kompania regulacji ruchu
- 110 piekarnia polowa
- ??? poczta polowa
- ??? polowa kasa Gosbanku.